# پناهگاه حیات وحش خارگ
پناهگاه حیات وحش خارگ یک پناهگاه حیات وحش با مساحت ۲۰۸۷ هکتار است که در استان بوشهر در ایران قرار دارد. این پناهگاه حیات وحش طبق مصوبهٔ شمارهٔ ۵۸۱ در تاریخ ۱۳۵۴/۵/۲۱ در فهرست مناطق تحت حفاظت سازمان محیط زیست ایران قرار گرفت.
این منطقه از سال ۱۳۴۶ تحت حفاظت قرار گرفت و در سال ۱۳۵۴ به پناهگاه حیات وحش تبدیل شد. این پناهگاه شامل دو جزیرهٔ خارگ و خارگو به مساحت ۲۳۹۸ هکتار و به فاصلهٔ ۴ کیلومتر از یکدیگر در شمال خلیج فارس و استان بوشهر قرار دارد. از گونه‌های مهم جانوری منطقه می‌توان به آهو، خرگوش، کلاغ هندی، فلامینگو، کاکایی، حواصیل و لاک‌پشت سبز اشاره کرد. آهو مهم‌ترین پستاندار وارداتی به جزیره است. این منطقه زیستگاه مناسبی برای جوجه‌آوری پرستوهای دریایی تیره و پشت دودی محسوب می‌شود.
پرندگان مهاجری از قبیل قار بزرگ، باکلان و فلامینگوی بزرگ نیز به صورت فصلی در جزیره به وفور مشاهده می‌شود. تأسیسات و فعالیت‌های گسترده نفتی در جزیره خارگ اثرات منفی بر محیط زیست طبیعی داشته است.